# 김용빈
김용빈(金龍彬, 1959년 11월 13일~)은 판사 출신 법조인이다. 2023년 7월 중앙선거관리위원회 사무총장에 임명되었다.
1959년 11월 13일 경기도 포천시 출생이다. 중경고등학교와 서울대학교 법학과를 졸업하고, 1984년 제26회 사법시험에 합격하였다. 제16기 사법연수원과 군 법무관을 마치고 1990년 2월 인천지방법원 판사에 임용되었다.
이후 서울민사지방법원 판사와 대법원 재판연구관, 춘천지방법원 영월지원장, 사법연수원 교수를 거쳐 2006년 2월에 서울중앙지방법원 부장판사에 임명되어 서울서부지방법원 수석부장판사, 부산고등법원 부장판사를 하였다. 이후 2017년~2019년 춘천지방법원 법원장, 2019년~2022년서울고등법원 부장판사, 2022년~2023년 사법연수원장을 지냈다. 2023년 7월 중앙선거관리위원회 사무총장에 임명되었다.

## 경력
- 1990년 인천지방법원 판사
- 1992년 서울민사지방법원 판사
- 1994년 대전지방법원 공주지원 판사
- 1997년 서울지방법원 북부지원 판사
- 1999년 서울고등법원 판사
- 2000년 대법원 재판연구관
- 2002년 춘천지방법원 영월지원 지원장
- 2003년 사법연수원 교수
- 2006년 서울중앙지방법원 부장판사
- 2009년 서울서부지방법원 수석부장판사
- 2010년 부산고등법원 부장판사
- 2011년 서울고등법원 부장판사
- 2017년 9월 1일 춘천지방법원 법원장
- 2019년 2월 서울고등법원 부장판사
- 2022년 2월 제29대 사법연수원장
- 2023년 7월 중앙선거관리위원회 사무총장